# Chris Hunichen
Christopher Brian „Chris“ Hunichen (* 10. August 1984) ist ein professioneller US-amerikanischer Pokerspieler.
Hunichen hat sich mit Poker bei Live-Turnieren knapp 11 Millionen US-Dollar erspielt. Er gewann 2017 das Super High Roller der partypoker Caribbean Poker Party und 2019 das High Roller der European Poker Tour. Darüber hinaus führte der Amerikaner 2015 für 5 Wochen die Onlinepoker-Weltrangliste an.

## Persönliches
Hunichen stammt aus Clayton, North Carolina, und lebt mittlerweile in Playas del Coco, einer Stadt in der Provinz Guanacaste in Costa Rica.

## Pokerkarriere

### Online
Hunichen spielte von Dezember 2006 bis Mai 2021 online auf jeder größeren Plattform und nutzte dabei verschiedenste Nicknames. Auf den Pokerräumen PokerStars und Full Tilt Poker war er als Big Huni zu finden. Insgesamt liegen seine Onlinepoker-Turniergewinne bei knapp 13 Millionen US-Dollar, damit ist er einer der erfolgreichsten Onlineturnierspieler. Ende Mai 2018 wurde der Amerikaner beim Main Event der Spring Championship of Online Poker auf PokerStars Dritter und erhielt knapp 620.000 US-Dollar. Im August 2020 belegte er bei der Poker Players Championship der aufgrund der COVID-19-Pandemie auf GGPoker ausgespielten World Series of Poker Online den mit über 1,3 Millionen US-Dollar dotierten zweiten Platz. Vom 28. Januar bis 4. März 2015 stand Hunichen für 5 Wochen auf Platz eins des PokerStake-Rankings, das die erfolgreichsten Onlinepoker-Turnierspieler weltweit listet.

### Live

#### Werdegang
Seine erste Geldplatzierung bei einem Live-Turnier erzielte Hunichen Ende Juni 2008 bei der World Series of Poker (WSOP) im Rio All-Suite Hotel and Casino am Las Vegas Strip. Dort kam er bei einem Turnier der Variante No Limit Hold’em in die Geldränge. Anfang November 2010 belegte er beim Main Event der World Poker Tour in Mashantucket den 16. Platz für mehr als 30.000 US-Dollar Preisgeld. Bei der WSOP 2013 wurde Hunichen beim Millionaire Maker Sechster für rund 230.000 US-Dollar. Mitte Januar 2014 belegte er bei einem Event des PokerStars Caribbean Adventures (PCA) auf den Bahamas den zweiten Platz und erhielt dafür knapp 135.000 US-Dollar. Mitte Juli 2014 gewann der Amerikaner das Deepstack Extravaganza im Venetian Resort Hotel mit einer Siegprämie von mehr als 300.000 US-Dollar. Im März 2017 wurde er beim High Roller der PokerStars Championship in Panama-Stadt Vierter für rund 100.000 US-Dollar Preisgeld. Bei der WSOP 2017 belegte Hunichen bei einem Event in Six Handed No Limit Hold’em den zweiten Platz für knapp 360.000 US-Dollar. Mitte August 2017 landete er beim High Roller im Rahmen der Seminole Hard Rock Poker Open in Hollywood auf dem vierten Platz und sicherte sich damit knapp 250.000 US-Dollar. Im November 2017 gewann der Amerikaner das Super High Roller der partypoker Caribbean Poker Party in Punta Cana mit einer Siegprämie von 400.000 US-Dollar. Mitte Dezember 2017 wurde er beim High Roller des Five Diamond World Poker Classic im Hotel Bellagio am Las Vegas Strip Dritter für rund 200.000 US-Dollar. An gleicher Stelle belegte er im folgenden Jahr beim Bellagio 100K den dritten Platz, der mit knapp 600.000 US-Dollar bezahlt wurde. Mitte Januar 2019 erreichte Hunichen beim Super High Roller des PCA den Finaltisch und belegte den mit knapp 630.000 US-Dollar dotierten vierten Platz. Ende Februar 2019 wurde er beim Main Event der US Poker Open im Aria Resort & Casino am Las Vegas Strip Zweiter und erhielt 858.000 Dollar. Anfang September 2019 gewann der Amerikaner das High Roller der European Poker Tour in Barcelona und sicherte sich aufgrund eines Deals mit Uri Reichenstein ein Preisgeld von rund 840.000 Euro. Mitte November 2019 belegte Hunichen beim Main Event der Poker Masters im Aria Resort & Casino den zweiten Platz und erhielt 442.000 US-Dollar. Gut eine Woche später erreichte er beim Main Event der partypoker Millions World Bahamas ebenfalls den Finaltisch und sicherte sich aufgrund eines Deals mit zwei anderen Spielern für seinen dritten Platz ein Preisgeld von rund 1,1 Millionen US-Dollar. Bei der WSOP 2022, die erstmals im Bally’s Las Vegas und Paris Las Vegas ausgespielt wurde, wurde der Amerikaner beim 250.000 US-Dollar teuren Super High Roller Dritter und erhielt seine bislang höchste Auszahlung von knapp 2 Millionen US-Dollar, wodurch er die Marke von 10 Millionen US-Dollar an kumulierten Turnierpreisgeldern durchbrach.

#### Preisgeldübersicht
| Jahr   | Preisgeld (in $) | Turniersiege |
| ------ | ---------------- | ------------ |
| 2008   | 13.737           | 0            |
| 2009   | 410              | 0            |
| 2010   | 45.672           | 0            |
| 2011   | 30.000           | 0            |
| 2012   | 16.359           | 0            |
| 2013   | 278.372          | 0            |
| 2014   | 600.977          | 1            |
| 2015   | 150.038          | 0            |
| 2016   | 168.059          | 0            |
| 2017   | 1.498.730        | 1            |
| 2018   | 967.536          | 0            |
| 2019   | 4.360.752        | 1            |
| 2020   | 0                | 0            |
| 2021   | 266.031          | 0            |
| 2022   | 2.073.570        | 0            |
| 2023   | 400.459          | 0            |
| gesamt | 10.870.702       | 3            |